# Bacteris sulfat-reductors

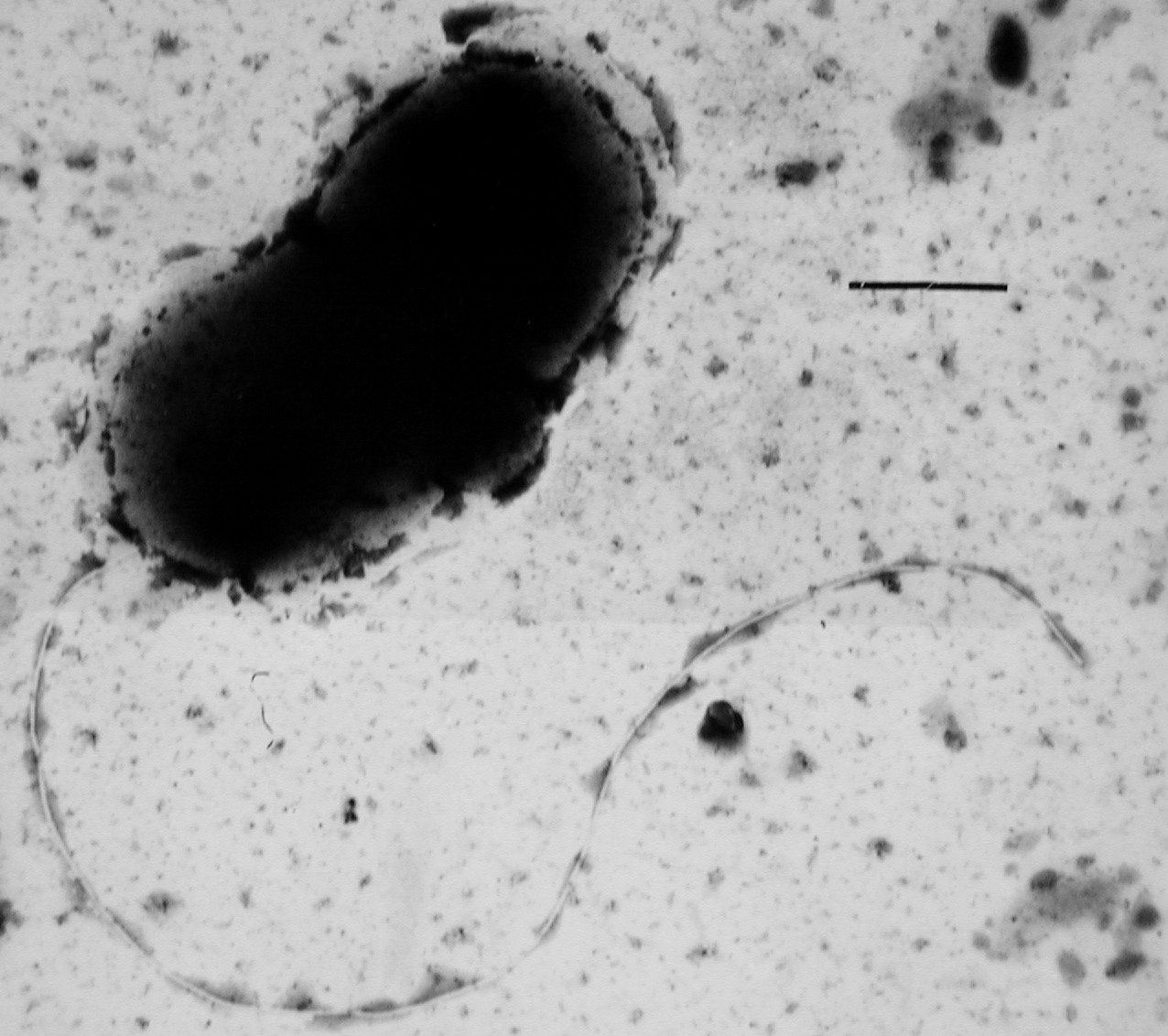
Desulfovibrio vulgaris és l'espècie de microorganisme reductor de sulfats més ben estudiada.

Els bacteris sulfat-reductors són bacteris i arqueus que obtenen energia oxidant compostos orgànics o hidrogen molecular H₂ mentre redueixen sulfats a sulfurs, especialment a sulfur d'hidrogen. Es pot dir que "respiren" sulfat en lloc d'oxigen. Els bacteris sulfat-reductors es podien trobar uns 3.000 milions d'anys enrere i es consideren entre les formes més antigues de bacteris. La major part de bacteris sulfat-reductors també poden reduir altres compostos inorgànics de sofre oxidat com ara el sulfit, el tiosulfat o el sofre elemental. Molts bacteris redueixen petites quantitats de sulfats per a sintetitzar components cel·lulars que contenen sofre; això es coneix com a reducció de sulfat assimilativa. Per contra, els bacteris sulfat-reductors redueixen el sulfat en grans quantitats per a obtenir energia i excreten els sulfurs com a residus; això es coneix com a reducció de sulfat deassimilativa. Són organismes anaerobis que empren el sulfat en lloc de l'oxigen com a acceptor d'electrons terminals en la seva cadena de transport d'electrons.